# South Park: Chef’s Luv Shack
South Park: Chef’s Luv Shack — двумерная видеоигра, основанная на анимационном телесериале South Park. Она была выпущена в 1999 году для Sega Dreamcast, PlayStation, Nintendo 64 и PC. Игра добилась значительной популярности благодаря включению уникальных мини-игр и возможности играть против друзей в поединке во многих случаях. Игра также включает игру на знание South Park и другие аналогичные дополнения.

## Персонажи
В игре можно выбрать одного из четверых персонажей: Эрик Картман, Кенни Маккормик, Кайл Брофловски и Стэн Марш.

## Мини-игры
1. Asses in Space (основана на Asteroids)
2. Avalanche (основана на лыжной игре в Microsoft's classic Best of Entertainment game package)
3. Bad Kitty (основана на Donkey Kong)
4. BEEFCAKE!
5. Bees at the Picnic (основана на Galaga)
6. Chicken Lover
7. Destroy Bugs
8. Eat This (соревнование по поеданию пирогов)
9. Find The Can
10. Frog Toss (основана на праздничной игре)
11. Herd Chickens
12. Go-Kart Racing (основана на Super Sprint)
13. Parachute Dropping (основана на Balloon Fight)
14. Pizza Patrol (основана на Paperboy)
15. Rodeo (с участием механического быка)
16. Round Up
17. Save Scuzzlebutt (основана на классической игре Game & Watch для Nintendo)
18. Snow Fort (основана на Warlords)
19. Soda Shake
20. Spank The Monkey (основана на Simon says)
21. Stampede (основана на Running of the Bulls)
22. Tug-Oh-War
23. Whack a Zombie (основана на аркаде Whac-A-Mole)

## Отзывы
| Сводный рейтинг    | Сводный рейтинг                                       |
| Агрегатор          | Оценка                                                |
| ------------------ | ----------------------------------------------------- |
| GameRankings       | 50,88 % (N64) 50,21 % (SDC) 47,50 % (ПК) 41,95 % (PS) |
| Иноязычные издания |                                                       |
| Издание            | Оценка                                                |
| AllGame            | (PC) · (PS)                                           |
| GameFan            | (PS) 61/100 (N64) 60/100                              |
| Game Informer      | (DC) 3,5/10 (PS) 3,25/10                              |
| GamePro            | (N64) · (PC)                                          |
| GameRevolution     | (DC) C (PC) C−                                        |
| GameSpot           | (PC) 4/10 (DC) 3,9/10                                 |
| GameSpy            | 4,5/10                                                |
| IGN                | (PC) 5,5/10 (N64) 5,3/10 (DC) 4,3/10 (PS) 2,1/10      |
| OPM                | [ 24 ]                                                |

South Park: Chef’s Luv Shack получил негативные отзывы критиков на всех платформах. На GameRankings версия Nintendo 64 получила 50,88 %, the Dreamcast — 50,21 %, ПК-версия 47,50 %, и версия для PlayStation 41,95 %.